# Fiannamail ua Dúnchado
Fiannamail ua Dúnchado (fl. VIII secolo) ha regnato sulla Dál Riata (odierna Scozia occidentale e contea irlandese di Antrim) alla fine dell'VIII secolo. Poco si sa sul suo conto. Sarebbe morto nel 700.